# Molly Burnett
Molly Kathleen Burnett (Denver, 23 april 1988) is een Amerikaanse actrice en filmproducente.

## Biografie
Burnett werd geboren en groeide op in Denver, tijdens haar jeugd nam zij al deel aan het schooltoneel nam ook deel aan een theatergezelschap in Denver. Na het behalen van haar high schooldiploma verhuisde zij naar New York waar zij ging studeren aan de Wagner College in Staten Island, maar verliet deze school na twee jaar voor haar acteercarrière en verhuisde naar Los Angeles.
Burnett begon in 2007 met acteren in de televisieserie Grey's Anatomy, waarna zij nog meerdere rollen speelde in televisieseries en films. Zij is vooral bekend van haar rol als Melanie Jonas in de televisieserie Days of our Lives waar zij al in 678 afleveringen speelde (2008-2016). Voor deze rol werd zij in 2010 en 201 genomineerd voor een Daytime Emmy Award in de categorie Uitstekend Optreden door een Jeugdige Actrice in een Dramaserie.

## Filmografie

### Films
Uitgezonderd korte films.
- 2018 Guy - als Rebecca
- 2018 The Lover in the Attic: A True Story - als Dolly Oesterreich
- 2017 Pup Star: Better 2Gether - als Emily Rose
- 2017 Shattered - als Kate
- 2017 Mommy, I Didn't Do It - als Gail Saverin
- 2016 The Wedding Party - als Lisa
- 2016 Ctrl Alt Delete - als Lex
- 2015 Hiker - als Brooke Ferrio
- 2013 This Magic Moment - als Justine Gable
- 2013 Ladies' Man: A Made Movie - als Ashley Bloom
- 2011 The Key Man - als meisje

### Televisieseries
Uitgezonderd eenmalige gastoptredens.
- 2024 The Lincoln Lawyer - als Kendall Roberts - 2 afl.
- 2022-2023 Law & Order: Special Victims Unit - als rechercheur Grace Muncy - 21 afl.
- 2021 Blackout - als Britta - 2 afl.
- 2017-2021 Queen of the South - als Kelly Anne Van Awken - 31 afl.
- 2016-2018 General Hospital - als Maxie Jones - 11 afl.
- 2016-2017 Relationship Status - als Laura - 7 afl.
- 2015-2016 CSI: Cyber - als Nina Moore - 4 afl.
- 2008-2016 Days of Our Lives - als Melanie Jonas - 6768 afl.
- 2013-2015 Jessie - als Darla Shannon - 2 afl.
- 2009-2014 True Blood - als Amanda - 2 afl.
- 2013 Addicts Anonymous - als Haley Meyers - 6 afl.
- 2012 Cameras - als Molly - 7 afl.
- 2011-2012 Venice: The Series - als Sarah - 12 afl.
- 2010-2011 ACME Saturday Night - als hoofdgast - 3 afl.

### Filmproducente
- 2015 Hiker - film
- 2012 Cameras - televisieserie